# Jeroen van Vliet
Jeroen van Vliet (Rosmalen, 1965) is een Nederlands jazz-pianist. In 2014 kreeg hij de belangrijkste Nederlandse jazz-prijs toegekend, de Boy Edgar prijs. In 2015 staat hij solo op het North Sea Jazz Festival.
Van Vliet speelde en speelt in diverse formaties, waaronder Estafest en Gatecrash, maar brengt ook als solo-pianist albums uit.

## Samenspel
Van Vliet speelde onder meer met Frans van der Hoeven, Etienne Nillesen, Bram Stadhouders, Margriet Sjoerdsma en Eric Vloeimans.

## Discografie
| Jaar | Titel                   | Opmerking                                |
| ---- | ----------------------- | ---------------------------------------- |
| 2022 | Gloom                   | met Afra Mussawisade                     |
| 2022 | in                      | met Mete Erker                           |
| 2020 | Monochromes             | Jeroen van Vliet MOON TRIO               |
| 2019 | Pluis                   | met Mete Erker                           |
| 2018 | Levanter                | met Eric Vloeimans en Kinan Azmeh        |
| 2016 | Bayachrimae             | Estafest                                 |
| 2016 | Earth Time              | Jeroen van Vliet MOON TRIO               |
| 2015 | Zeeland Suite Revisited |                                          |
| 2014 | Eno Supo                | Estafest                                 |
| 2014 | Wait                    |                                          |
| 2014 | OGU                     | met Bram Stadhouders en Etienne Nillesen |
| 2011 | Live!                   | Estafest                                 |
| 2010 | Thin Air                |                                          |
| 2008 | The Poet & Other Tales  |                                          |
| 2005 | Unseen Land             | met Mete Erker                           |
| 2001 | Red Sun                 |                                          |
| 2001 | En blanc et noir        | met Michael Moore en Eric van der Westen |
| 1995 | Who's Afraid            |                                          |

- Gemeinsame Normdatei: 1013082001
- International Standard Name Identifier: 0000 0003 9205 1317
- MusicBrainz: 30e3ddd1-47c4-48f7-825e-c63af9d8b552
- Nederlandse Thesaurus van Auteursnamen: 306270439
- Virtual International Authority File: 285963440
- WorldCat: E39PBJfCt8FxkQKC9B7TmdvGpP